# Nieuw Amsterdam, Surinam
Nieuw Amsterdam este un oraș în partea de nord a statului Surinam, la confluența râurilor Commewijne și Surinam. Este reședința districtului Commewijne.